# Gladde hamerhaai
De gladde hamerhaai of gewone hamerhaai (Sphyrna zygaena) is een vis uit de familie van de hamerhaaien (Sphyrnidae), en de orde van de roofhaaien (Carcharhiniformes), die voorkomt in de Grote, Atlantische en Indische Oceaan. Bovendien komt de gladde hamerhaai voor in de Middellandse Zee.

## Kenmerken
De gladde hamerhaai kan een lengte bereiken van 5 meter en een gewicht van 400 kilogram. Maar de gemiddelde lengte ligt rond de 3 meter. Het lichaam van de vis heeft een langgerekte vorm en een bizar gevormde kop met ogen aan de top van vleugelvormige uitwassen. De neusgaten zitten aan de uiteinden van deze hamervormige kop. Deze zouden mogelijk door de afstand tussen de twee gaten de reukzin kunnen verbeteren. De mond zit aan de onderkant van de kop. Deze haai heeft twee rugvinnen, één aarsvin en een staart met een lange bovenlob.

## Leefwijze
Het dieet van de vis bestaat hoofdzakelijk uit dierlijk voedsel. Hij voedt zich met macrofauna en jaagt ook op vis. Het zijn goede zwemmers, die in de zomer naar koelere wateren trekken, meestal noordwaarts. Ze vormen vaak scholen, waarschijnlijk ter bescherming tegen aanvallers. Deze soort is levendbarend.

## Verspreiding en leefgebied
De gladde hamerhaai is een zout- en brakwatervis die voorkomt in subtropische wateren en kustzeeën. De diepte waarop de soort voorkomt is maximaal 200 meter onder het wateroppervlak.

## Relatie tot de mens

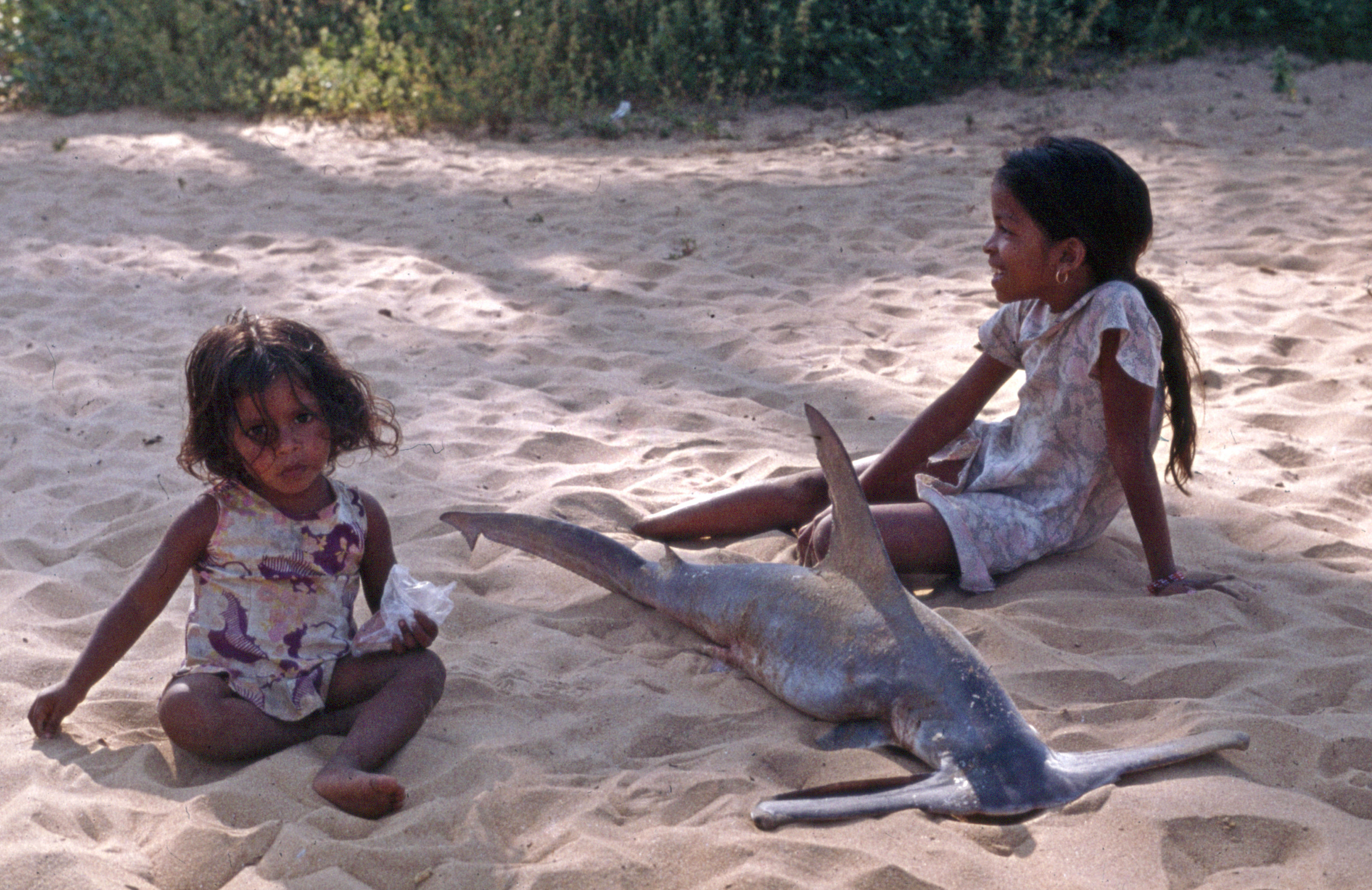
Kinderen in Calangute bij een gladde hamerhaai (1976)

De gladde hamerhaai is voor de visserij van aanzienlijk commercieel belang. Bovendien wordt er op de vis gejaagd in de hengelsport. Voor de mens is de gladde hamerhaai niet geheel ongevaarlijk: de vis is in staat de mens te verwonden.

## Status
De soort heeft op de Rode Lijst van de IUCN de status "Vulnerable" (Kwetsbaar).